# 3686 Antoku
3686 Antoku è un asteroide della fascia principale del diametro medio di circa 16,88 km. Scoperto nel 1987, presenta un'orbita caratterizzata da un semiasse maggiore pari a 2,7376698 UA e da un'eccentricità di 0,1500508, inclinata di 5,71359° rispetto all'eclittica.